# François Vignier
Pour les articles homonymes, voir Vignier.
François Vignier est un sculpteur français du XVIIe siècle. Il fait partie d'une famille d'architectes français, originaire du comté de Laval. 

## Biographie

### Origine et famille
Il est fils et petit-fils de maîtres maçons qui travaillent à Laval sans prétendre au titre d'architectes. 
En juin 1700, il épouse Catherine Devernay, fille de Jean Devernay, sieur de Langellerie, et de défunte Jeanne Olivier. Le 10 mai 1702, les deux époux se font donation réciproque du prémourant au survivant .

### Apprentissage
Le 4 août 1682, son père François signe une convention avec Michel Lemesle par laquelle son fils François entre chez le maître architecte pour y apprendre l'estat et art d'architecte. 
Vignier devient le collaborateur de Lemesle et travaille à la construction et à la sculpture des retables de Beaulieu et de Châlons. Il est possible que Vignier ait suivi Lemesle à Sacé.

### Architecte
On ne connait pas la data ou Vignier est devenu maître à son tour, et entreprend pour son compte des travaux d'architecture. Son apprentissage devait être terminé en 1687.

#### Chapelle-Anthenaise
Le 14 septembre 1698, il traite avec le curé et les habitants de la Chapelle-Anthenaise pour la construction du grand autel de leur église. Cet autel a disparu avec l'ancienne église.

#### Chapelle Saint-Julien de Laval
Jacques Le Clerc, sieur de la Ferrière, écuyer, avait fait à l'Hôpital et Chapelle Saint-Julien de Laval un legs important  à la charge de faire construire un autel dans la chapelle dudit hospital. François Vignier réalise cet autel en compagnie de l'architecte François Langlois.

#### Étrelles
En 1700, il traite pour la construction du maître-autel de l'église d'Étrelles. Cet autel a disparu lors de la reconstruction de l'église. 
Ainsi, comme les Martinet, les Corbineau, les Langlois, François Vignier était appelé à travailler en Bretagne et il est probable que ce ne fut point la seule œuvre exécutée en cette province par l'artiste lavallois.

#### Avesnières
En 1708, François Vignier élève dans l'église d'Avénières un autel dédié à la sainte Vierge. Cette œuvre a disparu lors de la restauration de 1859.

#### Fin
À la fin de sa vie, François Vignier habite surtout sa terre du Boulay à L'Huisserie, où il meurt le 2 mars 1724. Sa veuve, Catherine Devernay, se retire plus tard à Laval. Elle meurt le 8 mars 1741, et elle n'avait pas eu d'enfants.